# Готический роман в России
Готический роман в России — последняя, посмертно изданная в 2002 году монография петербургского филолога В. Э. Вацуро, посвящённая готической литературе, и истории её проникновения в Россию, тому, как её воспринимали в XVIII—XIX веках российские читатели, и какое влияние она оказала на русских писателей.
Вадим Вацуро анализирует жанр готического романа с помощью методов, аналогичных тем, которые использовал В. Я. Пропп в изучении волшебной сказки. Он показывает его основные элементы и сюжетные ходы и их использование в родственных жанрах.
Автор описывает различные этапы ассимиляции готики российской литературой: эксплуатацию и вульгаризацию готического жанра массовой «низовой» литературой России; проникновение на рубеже восемнадцатого и девятнадцатого веков элементов готики в обыденный язык и документальную прозу; некоторое возрождение серьёзного отношения к жанру на фоне подавления восстания декабристов.